# 공명형광
형광(Fluorescence)이란 낮은 에너지 준위(일반적으로는 바닥상태)에 있던 원자 혹은 분자가 전이(transition)를 일으킬 수 있는 복사선을 받아서 높은 에너지 준위로 전이된 후 낮은 에너지 준위로 떨어지면서(decay) 복사선을 방출하는 것을 뜻한다. 이 붕괴 과정(decay process)은 몇 가지 방법으로 일어나는데, 만약 붕괴 후 원래의 에너지 준위로 돌아가게 되면 이것을 공명형광(resonance fluorescence)이라고 한다. 원자가 자유 공간(free space. 중력 및 전자장이 존재하지 않는 절대 0도의 공간)에 놓여있다면 전자기적 진공과 원자와의 상호작용에 의해 이 들뜬 상태는 순식간에 붕괴하게 된다. 즉, 이 과정은 수 나노 초(ns) 정도로 짧은 시간 동안에 일어나게 된다. 형광 공명은 단원자 가스들과 유기체 분자들에서 주로 관측된다. 특히 가시광선~자외선 영역(400 nm 아래의 파장을 갖는)의 빛을 흡수하는 방향족의 분자들에게서 잘 나타난다.
원자의 비선형적인 특성 때문에, 이런 공명형광 과정을 계산하는 것은 쉽지 않다(non-trivial). 예를 들어 충분히 높은 세기의 비간섭성의(incoherent) 형광 스펙트럼의 경우 일반적으로 예상할 수 있는 것처럼 하나의 Lorentzian peak 을 갖지 않는다. 대신에 Mollow triplet이라고 불리는 봉우리가 세 개인 구조를 보여준다. 공명 형광을 나타내는 방정식은 다음과 같다.
```

  

    

      

        

          

            

              
ρ

              
˙

            

          

        

        
=

        

          

            
1

            

              
i

              
ℏ

            

          

        

        
[

        
H

        
,

        
ρ

        
]

        
+

        
i

        
(

        
Ω

        

          
/

        

        
2

        
)

        
[

        

          
e

          

            
−

            
i

            

              
w

              

                
a

              

            

            
t

          

        

        

          
σ

          

            
+

          

        

        
+

        

          
e

          

            
−

            
i

            

              
w

              

                
a

              

            

            
t

          

        

        

          
σ

          

            
−

          

        

        
,

        
ρ

        
]

        
+

        
γ

        

          
/

        

        
2

        
(

        
2

        

          
σ

          

            
−

          

        

        
ρ

        

          
σ

          

            
+

          

        

        
−

        

          
σ

          

            
+

          

        

        

          
σ

          

            
−

          

        

        
ρ

        
−

        
ρ

        

          
σ

          

            
+

          

        

        

          
σ

          

            
−

          

        

        
)

      

    

    
{\displaystyle {\dot {\rho }}={\frac {1}{i\hbar }}[H,\rho ]+i(\Omega /2)[e^{-iw_{a}t}\sigma _{+}+e^{-iw_{a}t}\sigma _{-},\rho ]+\gamma /2(2\sigma _{-}\rho \sigma _{+}-\sigma _{+}\sigma _{-}\rho -\rho \sigma _{+}\sigma _{-})}

  

```

{\displaystyle H=\hbar w_{a}\sigma _{z}}
σ 오퍼레이터들은 2x2 Paul spin 행렬들이다. 이 방정식은 일반적인 Born근사를 가정했고, 상호작용에 의해 세기가 줄어들지 않는 그런 고전적인 마당을 가정했다.

## triplet이 생기는 이유
원자에 전기마당을 걸어주게 되면 원자는 라비 진동을 하게 된다. 2개의 에너지 준위를 같은 원자를 가정하게 되면 원자는 바닥상태와 들뜬상태를 라비 진동수에 따라 진동하게 되는 셈이다. 가해주는 전기마당의 세기가 약할 경우 이 라비 진동의 진동 주기가 여기된 원자가 붕괴하기까지 걸리는 시간보다 길어지기 때문에 라비 진동에 의한 영향이 미약해지고 따라서 일반적인 로렌츠 peak을 갖게 된다. 하지만 전기 마당의 세기가 충분히 커지게 되어 라비 진동의 주기가 원자가 붕괴하기까지 걸리는 시간보다 짧아지게 되면, 여기된 원자가 바닥상태로 미처 떨어지기도 전에 또 다른 원자가 라비 진동에 의해 들뜬 상태가 되는 등 바닥상태와 들뜬 상태의 전환에 라비 진동수에 해당하는 교란이 생기게 된다. 결국 로렌츠 peak에 라비 진동수 만큼의 추가적인 봉우리가 생기게 된다.

## 공명 형광의 예
수소원자의 경우 {\displaystyle 1^{2}S}에서 {\displaystyle 2^{2}P}상태로의 전이는 라이만 -α선에서 일어난다. 여기된 {\displaystyle 2^{2}P}상태는 10ns 정도의 수명을 갖게 되며, 그 후 라이만-α의 공명형광을 복사하면서 다시 {\displaystyle 1^{2}S}로 전이한다.

## 공명 형광의 활용
공명형광의 응용으로 발광 측정법이 있다. 발광측정은 흡수법(吸收法) 등에 비하면 감도가 높다. 따라서 바닥상태에 있는 원자의 상대농도(相對濃度)를 측정하는 데 효과적이다. 일반적으로 1cm3속에 100여 개 정도의 원자가 있으면 측정할 수 있다. 발광 측정은 수소를 비롯하여 산소, 황 등의 농도측정에 사용된다. 이외에도 OH기의 농도측정에 OH의 들뜬상태로부터 나오는 300nm 부근의 발광을 조사하여 OH의 형광을 측정한 예가 있다. 이 역시 원자 농도측정을 닮았으므로 공명형광이라고 한다. 또한 파장가변색소(波長可變色素) 레이저로 형광을 유기(誘起)하여 라디칼이나 준안정원자(準安定原子)의 농도를 측정할 수 있다. 이러한 레이저 유기형광(誘起螢光)은 광화학스모그를 연구하는 일에도 쓰이는 등 많은 분야에서 응용된다.

## 참고 문헌
- http://optics.szfki.kfki.hu/~cewqo2000/proceedings/html/019/node4.html 보관됨 2006-06-15 - 웨이백 머신